# 亚米拿达
亚米拿达，天主教翻譯為“阿米纳达布”，（Amminadab,希伯来语：עמינדב, Aminadav ; "my people are generous")是旧约圣经创世纪中记载的一个人物，是犹大的后代，亚兰的儿子。
按照圣经学者的理解，其出生的记载是关于犹大支派一部分民族起源的神话. 
路得记将法勒斯列为大卫王的先祖之一，后来有被列入马太福音中耶稣的家谱。
亚伦娶了亚米拿达的女儿，拿顺的妹妹，以利沙巴为妻。（出埃及记‬ ‭6:23‬ ‭）拿順為出埃及第二年的猶大支派的族長。